# قادوس جرف

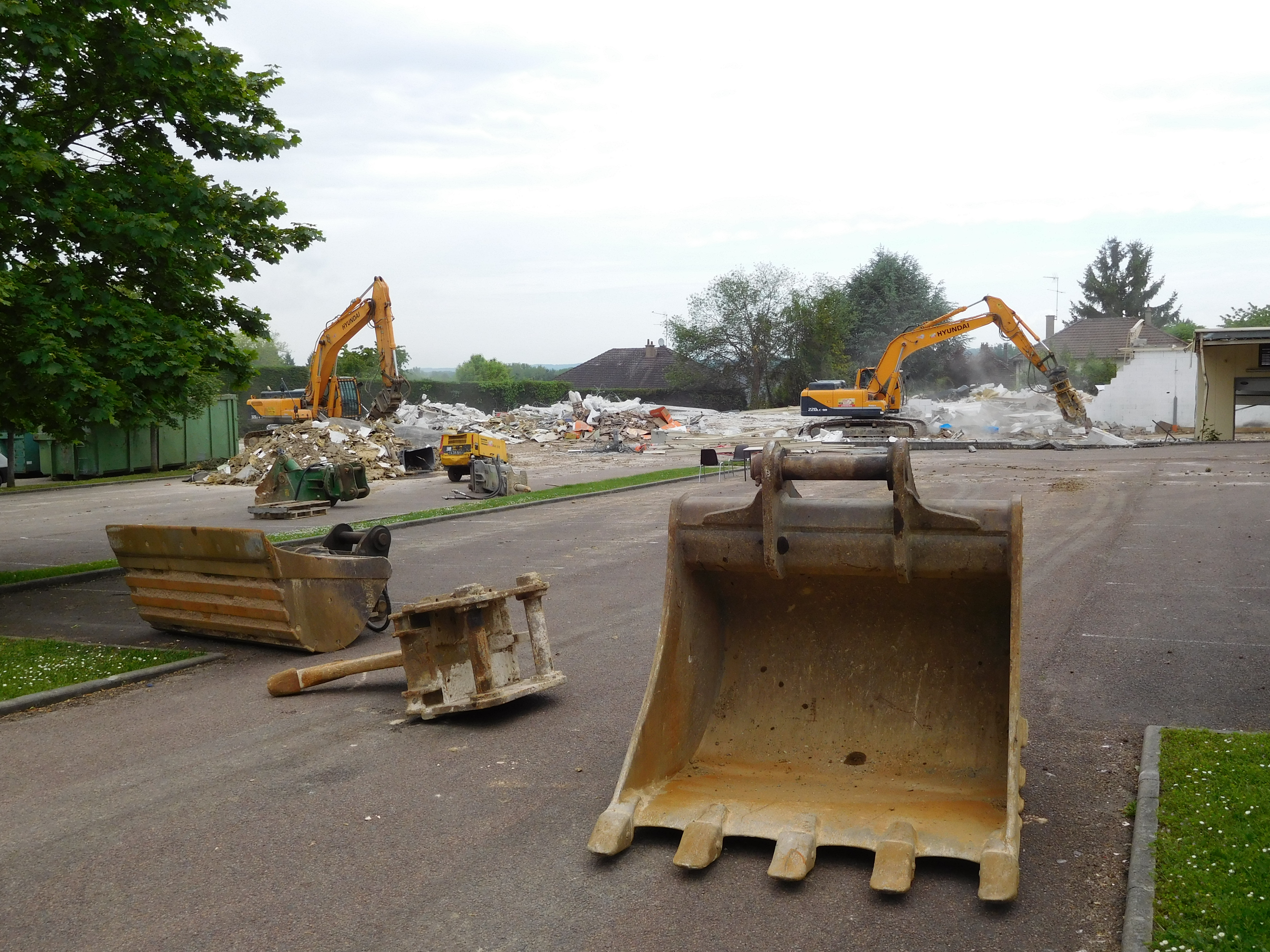
قادوس حفارة: نقل المواد السائبة والتراب (من اليسار إلى اليمين) في موقع الهدم.

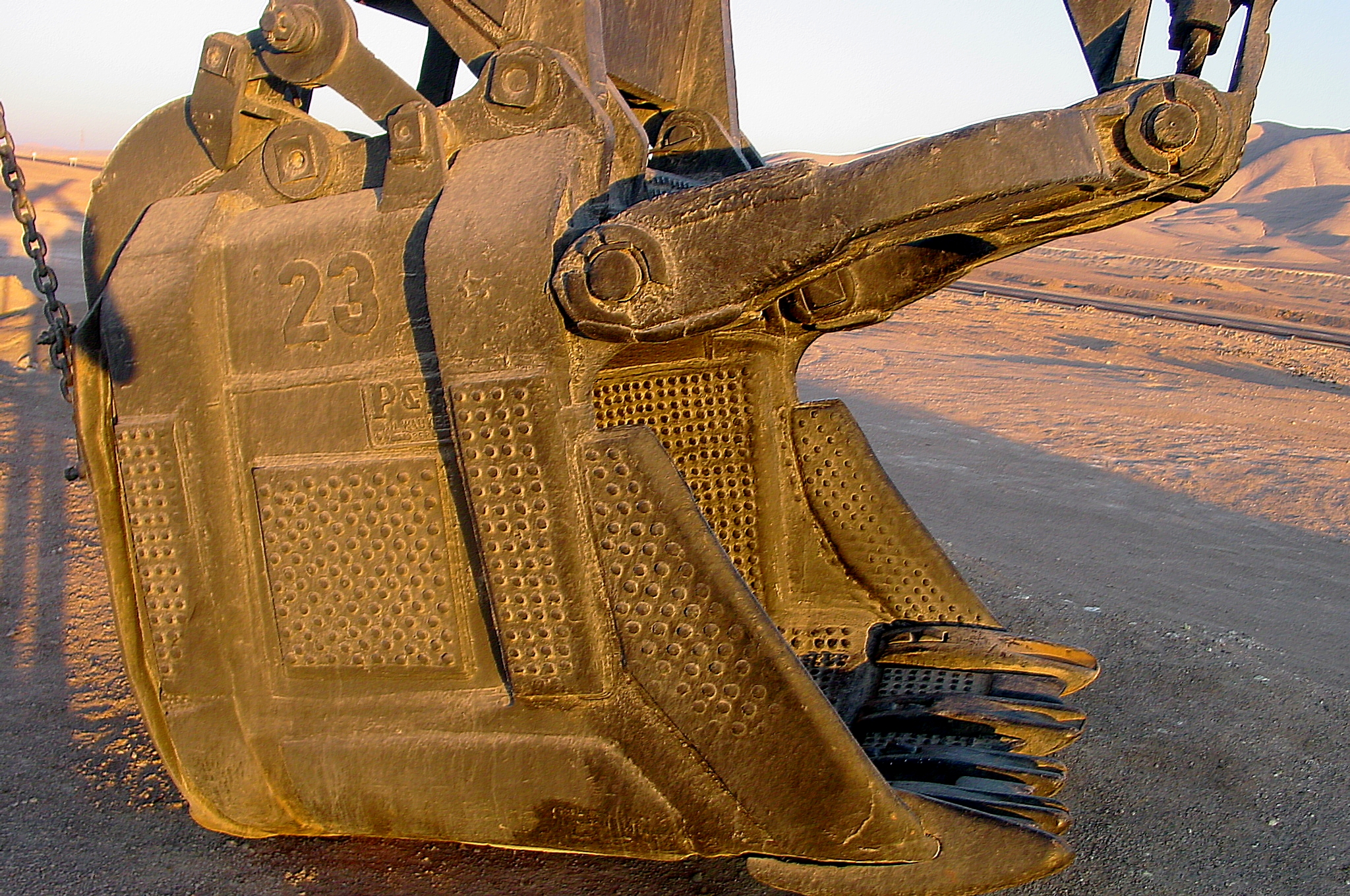
قادوس سعته.

قَادُوس الجرف عنصر ميكانيكي فولاذي متصل بنهاية ذراع الحفارة، أو على آلات البناء الأخرى مثل المحملة أو رافعة الأشغال العامة. قادوس الجرف هي الحاوية التي تجعل من الممكن تحميل المواد عن طريق الغرز في الأرض أو في المخزون (الإثلب على سبيل المثال)، ثم تفريغها داخل نصف قطر دوران الحفارة، إما على الأرض لاستعادتها لاحقًا، أو في حاوية القلابة (Skip). بعض قواديس الجرف مزودة بمسامير ذات عروة لتثبيت حبال الرفع (Sling)، على سبيل المثال.
توجد هذه القواديس أيضًا في الصناعة في المصاعد ذات القواديس.